# Leiedal (landschap)

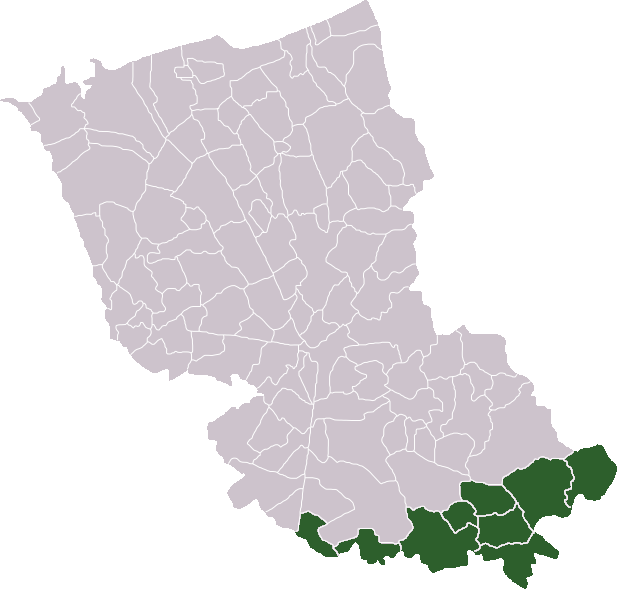
Gemeenten in het Leiedal in de Franse Westhoek

Het Leiedal (Frans: Vallée de la Lys, ook wel Plaine de la Lys of Leievlakte genoemd) is een fysisch-geografisch landschap in het zuiden van de Westhoek. Het omvat het dal van de Leie aan weerszijden van de rivier. 
In het bijzonder in West-Vlaanderen en in de Franse Westhoek wordt de benaming Leiedal gebruikt om het meest zuidelijke gebied van de Westhoek te onderscheiden van het Heuvelland of Houtland ten noorden ervan.
Plaatsen in het gebied zijn:
- Armentières
- Bousbecque
- Calonne-sur-la-Lys
- Deûlémont
- Erquinghem-Lys
- Frelinghien
- La Gorgue
- Halluin
- Haverskerke (Haverskerque)
- Houplines
- Komen en Frans-Komen (Comines)
- Menen
- Meregem (Merville)
- Neerwaasten
- Niepkerke (Nieppe)
- Saint-Floris
- Saint-Venant
- Sailly-sur-la-Lys
- Stegers (Estaires)
- Tienen (Thiennes)
- Waasten en Frans-Waasten (Warneton)
- Wervik en Wervicq-Sud
- Wevelgem